# 永瀬みなも
永瀬 みなも（ながせ みなも、1995年11月19日 - ）は、日本の元AV女優。元アイドル。アルヴィロッソ所属。

## 略歴
2018年12月7日、「2018年プレステージの最終兵器」をキャッチコピーにプレステージから専属女優デビュー。デビューするに当たり、「給与明細(ABEMA版)」の密着取材を受けている。所属事務所は、アルヴィロッソ。
2019年10月17日から投票が始まった「ゲオTV×メンズサイゾー ADULT AWARD 2019 - ヌケるセクシー女優No.1決定戦」の「No.1エロボディ」にノミネートし、「No.1エロボディ」第1位を獲得。審査選考会では「胸のカタチも乳首も最高」と評価された。
2020年、クラウドファンディングによる「永瀬みなも1周年記念に夢だった写真展を開催したい!」を実施し、「Nagase Minamo 1st Anniversary Photo Exhibition」を開催。
2021年1月、プレステージの専属を離れ、同年3月公式TwitterでFALENOstar専属になることを報告。
同年11月15日、自身のTwitterにてデビュー3周年となる12月7日にAV女優を引退する事を発表。

## 人物
静岡県出身。趣味はアイドル、映画鑑賞、特技はどこでも寝られること。
16歳から地元でご当地アイドル活動を開始、その後上京し東京でソロのライブアイドルやグラビア活動をしてきた。AVデビューするきっかけは、グラビアメインに移行してからグラビアの仕事も少なく、もっと有名になりたい気持ちが強かったこと、AVデビューもひとつの選択肢として考えていたいこと、そんな中今の事務所の社長を紹介されたことから、運命を感じ決心した。インタビューで、三上悠亜のように元アイドルで、AV女優として成功した実例があると励みになると答えている。デビューは決心していたが、「専属契約」でなければ、デビューするのは辞めようと考えていた。AVデビューすることは、デビューの際に両親や友人に伝えており、専属契約であることを喜んでもらった。インタビューでは、学生時代はAV業界に暗いイメージもあったが、実際にはオープンな世界で契約書もきっちりあり、自分が経験したアイドル業界よりもクリーンと答えている。
中学校の頃には交際経験もあったが、16歳の頃からオナニーを始め、AVも観るようになった。恵比寿★マスカッツを見ていて、白石茉莉奈の作品を良く観ていた。アイドル活動をしてきたこともあり、18歳のときに10歳程度年上の方と、少し遅めな初体験となった。ハメ撮りやスパンキング、首絞め、イラマチオをプライベートで経験し、そこから目覚めてスパンキングやイラマチオなどのプレイが好きになった。

## 出演作品

### アダルトビデオ

#### 「プレステージ」専属
| 発売日   | タイトル | 品番    | 備考                       |        |
| 2018年   | 2018年 | 2018年  | 2018年                     | 2018年 |
| -------- | --- | ------- | -------------------------- | ------ |
| 12月7日  | 新人 プレステージ専属デビュー 永瀬みなも スレンダーG乳20歳                                                            | BGN-051 | デビュー作。               |        |
| 2019年   | |         |                            |        |
| 1月4日   | 神乳Gcupを味わい尽くす性感覚醒3本番 激エロ爆乳ドMがイキまくる! 永瀬みなも                                             | ABP-818 |                            |        |
| 2月1日   | スポコス汗だくSEX4本番! 体育会系・永瀬みなも act.20 スポーツウェアフェティシズム×天然Gカップ                          | ABP-827 |                            |        |
| 3月1日   | 本番オーケー!? 噂の裏ピンサロ 07 AV界随一のG乳を味わい尽くせ! 永瀬みなも                                              | ABP-837 |                            |        |
| 4月5日   | 新・絶対的美少女、お貸しします。 89 永瀬みなも（AV女優※元アイドル）20歳。                                             | CHN-171 |                            |        |
| 5月3日   | 女子マネージャーは、僕達の性処理ペット。 034 永瀬みなも                                                               | ABP-854 |                            |        |
| 6月7日   | 彼女のお姉さんは、誘惑ヤリたがり娘。 21 彼女の家に遊びに行ったらお姉さんに迫られイケナイ関係に… 永瀬みなも            | ABP-865 |                            |        |
| 7月12日  | 天然成分由来 永瀬みなも汁 120% 59 全身から汗が噴き出すハードセックス                                                  | ABP-878 |                            |        |
| 8月9日   | 風俗タワー 性感フルコース3時間SPECIAL ACT.29 攻め受け優秀!Gカップグラマーが貴方の欲望を全て叶える185分 永瀬みなも     | ABP-887 |                            |        |
| 9月13日  | 永瀬みなもの極上筆おろし 28 超強烈なこじらせ童貞相手にみなもちゃんの女優生命を縮めかねない大本番が幕をあける…!!       | ABP-899 |                            |        |
| 10月11日 | 超! 透け透けスケベ学園 CLASS 06 美しい裸身が透き通る、透けフェチ特濃SEX! 永瀬みなも                                   | ABP-910 |                            |        |
| 11月8日  | 永瀬みなも なまなかだし 32 Gカップのアイドルマ●コに種付け8連発!!!                                                     | ABP-921 |                            |        |
| 12月13日 | 僕とみなもの異世界性活 ACT.04 最強セクシー装備でエロさ限界突破!!! 永瀬みなも                                          | ABP-931 |                            |        |
| 12月27日 | 永瀬みなも 8時間 BEST PRESTIGE PREMIUM TREASURE vol.01 全6作品＋未公開映像で「永瀬みなも」の軌跡をたどる永久保存盤!!  | PPT-086 | 女優ベスト                 |        |
| 2020年   | |         |                            |        |
| 1月3日   | 人生初・トランス状態 激イキ絶頂セックス 51 オーガズムの向こう側へ。 永瀬みなも                                        | ABP-938 |                            |        |
| 2月7日   | 永瀬みなもがご奉仕しちゃう超最新やみつきエステ 48 お客様の欲望で凝り固まったアソコを極上リフレッシュ!!                | ABP-946 |                            |        |
| 3月6日   | ひたすら生でハメまくる、終らない中出し性交。 体内射精21発 永瀬みなも                                                  | ABP-956 |                            |        |
| 4月3日   | 永瀬みなもは学級のセックス専用共有ま●こ 一号 僕が好きだったクラスのアイドルが性処理ま●こに堕ちるまで                  | ABP-966 |                            |        |
| 4月10日  | 永瀬みなも 8時間 BEST PRESTIGE PREMIUM TREASURE vol.02 全6作品 + 未公開映像で「永瀬みなも」の軌跡をたどる永久保存盤!! | PPT-093 | 女優ベスト                 |        |
| 5月1日   | 中出し やりたい放題 5 永瀬みなも                                                                                      | ABP-974 |                            |        |
| 6月5日   | 絶対的鉄板シチュエーション 19 永瀬みなもが贈るとてもHな4シチュエーション                                              | ABP-983 |                            |        |
| 7月3日   | 性欲、解放区。お互い性欲が尽き果てるまで【たかめ合う】濃密性交 04 性欲の限界21本番21発射 永瀬みなも                   | ABP-989 |                            |        |
| 8月21日  | 永瀬みなも ラッキースケベ 10 究極のラッキー射精をアナタに!!                                                           | ABP-999 |                            |        |
| 9月18日  | 密着ドキュメント FILE.06 元アイドルにして、未だ成長中のセックスモンスター。感情剥き出しのイキ狂い 永瀬みなも          | ABW-009 |                            |        |
| 10月16日 | 神イカせ 完全ガチ拘束アクメ地獄 10 逃げられないエンドレス拘束絶頂!! 永瀬みなも                                        | ABW-017 |                            |        |
| 11月20日 | 中出し 射精執行官 08 爆乳Gcup&高速騎乗位で不純精子を搾り取る!! 永瀬みなも                                             | ABW-027 |                            |        |
| 12月18日 | 美少女と、貸し切り温泉と、濃密性交と。 11 絶対的美少女を一泊貸し切り、山奥の温泉宿へ 永瀬みなも                       | ABW-036 |                            |        |
| 2021年   | |         |                            |        |
| 1月15日  | からかい上手の永瀬さん。 僕をいつも弄ぶ小悪魔美少女とどたばたイチャラブ3本番 永瀬みなも                               | ABW-046 | プレステージ専属卒業作品。 |        |
| 2月5日   | 永瀬みなも 8時間 BEST PRESTIGE PREMIUM TREASURE vol.03 全6作品で「永瀬みなも」の軌跡をたどる永久保存盤!!              | PPT-105 | 女優ベスト                 |        |

#### 「FALENOstar」専属
| 配信日         | 発売日         | タイトル                                                                                        | 品番      | 備考                        |
| -------------- | -------------- | ----------------------------------------------------------------------------------------------- | --------- | --------------------------- |
| 2021年4月18日  | 2021年5月20日  | FIRST FALENO 電撃移籍解禁SP 永瀬みなも                                                          | FSDSS-227 | FALENO star 移籍第1弾作品。 |
| 2021年5月16日  | 2021年6月24日  | OB訪問で来た巨乳就活女子大生を無理やり犯ったら驚きのエロさでセフレになっちゃいました 永瀬みなも | FSDSS-243 |                             |
| 2021年6月20日  | 2021年7月22日  | FALENO会員様限定 国宝級おもてなしSOAPLAND 永瀬みなも                                            | FSDSS-256 |                             |
| 2021年7月23日  | 2021年8月26日  | 外出NGっつーからヤルことなくてヤリまくってたらこんなんなっちゃいましたけど!?                    | FSDSS-271 |                             |
| 2021年8月28日  | 2021年9月23日  | チー牛100％変態ヲタ達を骨抜きにするGcup凄腕オタサーの姫                                         | FSDSS-286 |                             |
| 2021年9月25日  | 2021年10月21日 | 大接近肉感アングル性交渉                                                                        | FSDSS-301 |                             |
| 2021年10月23日 | 2021年11月25日 | 男潮吹き管理お姉さんの搾り散らかしびちゃびちゃデート                                            | FSDSS-317 |                             |
| 2021年11月12日 | 2021年12月9日  | 羞恥命令公開お漏らしアナウンサー 永瀬みなも                                                     | FSDSS-332 |                             |
| 2021年12月9日  | 2022年1月13日  | 燃え尽きるまで潮吹きと性交引退 永瀬みなも                                                       | FSDSS-348 |                             |

### イメージビデオ
| 発売日   | タイトル                    | 規格品番  | 規格品番  | メーカー           | 備考   |
| 発売日   | タイトル                    | DVD       | BD        | メーカー           | 備考   |
| 2019年   | 2019年                      | 2019年    | 2019年    | 2019年             | 2019年 |
| -------- | --------------------------- | --------- | --------- | ------------------ | ------ |
| 7月18日  | Minamo Gravity of love      | REBD-395  | REBDB-381 | REbecca            |        |
| 2020年   |                             |           |           |                    |        |
| 7月2日   | Minamo2 My growth           | REBD-475  | REBDB-461 | REbecca            |        |
| 11月27日 | 新・湯女ごこち 4 永瀬みなも | MBRBN-004 |           | スパイスビジュアル |        |
| 2021年   |                             |           |           |                    |        |
| 6月26日  | AV女優 永瀬みなも           | SXAR-012  | SXAR-012B | スパークビジョン   |        |

## 書籍

### 写真集
- らぶぱら 永瀬みなも（2019年7月13日、竹書房、撮影:マキハラススム） ISBN 978-4-8019-1945-7 [22]

### デジタル写真集
- NEW FACE SEX 永瀬みなも（2019年10月23日、プレステージ出版）
- ミナモコレクション 01 永瀬みなも（2019年10月23日、プレステージ出版）
- Minamo Gravity of love（2020年7月7日、REbecca）
- PRESTIGE POSE MESSAGE 永瀬みなも 01（2020年10月9日、プレステージ出版）
- Minamo 2 My growth（2020年10月23日、REbecca）
- PRESTIGE POSE MESSAGE 永瀬みなも 02（2020年11月6日、プレステージ出版）
- PRESTIGE POSE MESSAGE 永瀬みなも 03（2020年11月13日、プレステージ出版）
- Reborn 永瀬みなも【グラビア写真集】（2021年1月29日、プレステージ出版、撮影：ナカヤマトモアキ）
- Reborn 永瀬みなも【ヘアヌード写真集】（2021年1月29日、プレステージ出版、撮影：ナカヤマトモアキ）
- AV女優 永瀬みなも（2021年6月3日、スパークビジョン、撮影：タイガー）
- PRESTIGE POSE MESSAGE 永瀬みなも 04（2021年8月6日、プレステージ出版）
- PRESTIGE POSE MESSAGE 永瀬みなも 05（2021年8月13日、プレステージ出版）
- PRESTIGE POSE MESSAGE 永瀬みなも 06（2021年10月29日、プレステージ出版）

## 出演

### テレビ
- ケンコバのバコバコテレビ（2019年1月12日〜2020年6月20日、サンテレビ）スタジオレギュラー

### インターネット配信
WEBテレビ
- 給与明細（2018年10月7日[注 1]・2019年4月14日[注 2]、AbemaTV）

YouTube
- YouTubeチャンネル「メンズサイゾー動画チャンネル」（2019年8月8・16日・11月26日、YouTube）

### コラム
- 永瀬みなもと霧島さくら Oh! 外イッキ!（2019年5月11日[24] - 2020年4月4日[25]、東スポ裏通り）※霧島さくらとの隔週連載。永瀬の担当は2020年3月28日分まで[26]。

### 写真展
- Nagase Minamo 1st Anniversary Photo Exhibition（2020年9月15日 - 9月20日、東京・渋谷・ギャラリー・ルデコ）[11][12]